# Franz Haid
Franz Haid (26. Juli 1854 in Wien, Kaiserthum Österreich – 27. September 1906 in Graz, Österreich-Ungarn) war ein österreichischer Theaterschauspieler und -regisseur.

## Leben
Haid begann seine Laufbahn 1889 am Carltheater in Wien, kam dann nach Breslau, von wo er nach zwei Jahren ans Neue Theater Berlin wechselte. 1894 war er am Residenztheater in Dresden, 1895 am Lessingtheater in Berlin, 1896 am Ausstellungs-Theater Alt-Berlin und 1897 am Theater des Westens.
1899 ging er nach Graz, wo er als „Steinklopfer“ debütierte. In Graz war er auch als Oberspielleiter und Regisseur tätig. Seine größten Erfolge hatte er mit Stücken von Ludwig Anzengruber.